# Rubus turkestanicus
Rubus turkestanicus là loài thực vật có hoa trong họ Hoa hồng. Loài này được (Regel) Pavlov miêu tả khoa học đầu tiên năm 1935.